# Francesco Paolo Tosti
Francesco Paolo Tosti (Ortona, 9 aprile 1846 – Roma, 2 dicembre 1916) è stato un compositore e cantante italiano, conosciuto per essere stato l'autore di celebri romanze da salotto o da camera.

## Biografia

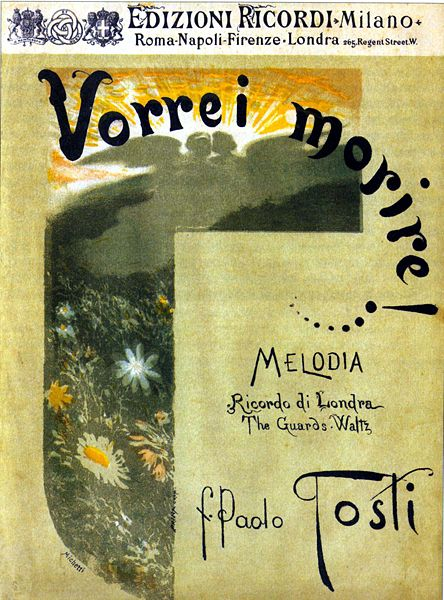
Frontespizio di inizio Novecento di uno spartito musicale disegnato da Francesco Paolo Michetti per Tosti

Quinto dei cinque figli sopravvissuti di Giuseppe, commerciante ortonese, studiò col maestro Saverio Mercadante presso il Conservatorio di San Pietro a Majella a Napoli, dove si diplomò in violino e composizione nel 1866.
Incominciò a lavorare organizzando spettacoli e dirigendo opere per gli impiegati della ferrovia adriatica, seguendo i lavori tra Ortona e Ancona; si trasferì poi a Roma dove, sfruttando la sua voce tenorile, incominciò a esibirsi come cantante: grazie a questa attività divenne una celebrità e cominciò a frequentare gli ambienti mondani della capitale, venendo assunto come maestro di canto di Margherita di Savoia, la futura regina d'Italia. Qui strinse amicizia con altri due grandi abruzzesi: Gabriele D'Annunzio, uno dei massimi poeti italiani del tempo, e Francesco Paolo Michetti, noto pittore. 

Pasquale Amato, Francesco Paolo Tosti ed Enrico Caruso fotografati insieme nel 1914

Alla fine degli anni 1870 si trasferì a Londra dove, grazie al Lord Mayor e all'appoggio del celebre violoncellista Gaetano Braga, suo corregionale, nel 1880 entrò alla corte della regina Vittoria come maestro di canto: mantenne la sua posizione anche sotto il suo successore, Edoardo VII, che nel 1908 gli conferì il titolo di grand ufficiale del Reale Ordine Vittoriano (del quale era già un commendatore): intanto, pur riluttante, aveva accettato anche la cittadinanza britannica (1906). Per tutto il suo periodo inglese continuò ad aver rapporti con l'Italia, dove trascorreva regolarmente alcuni periodi.
Alla morte di Edoardo VII (1910) decise di rientrare definitivamente in Italia e di stabilirsi a Roma, dove morì presso l'Hotel Excelsior nel 1916.
Tra le sue oltre cinquecento romanze per canto e pianoforte, i cui testi vennero scritti anche da poeti come Antonio Fogazzaro, Rocco Pagliara, Naborre Campanini e Gabriele D'Annunzio, e sono stati interpretati dalle voci di Enrico Caruso, Beniamino Gigli, Tito Schipa, Giuseppe Di Stefano, Alfredo Kraus, Jussi Björling, Luciano Pavarotti, Milva, Mina, Andrea Bocelli e José Carreras, si ricordano brani tuttora molto eseguiti, quali: L'alba separa dalla luce l'ombra, Malìa, Vorrei morir, Non t'amo più, L'ultima canzone, Ideale, 'A vucchella (testo di D'Annunzio) e Marechiare (testo di Salvatore di Giacomo), gli ultimi due essendo divenuti classici della canzone napoletana.

## Opera e stile
L'originalità del Tosti risiedette nell'essere stato musicista atipico per i suoi tempi delle romanze, delle chansons, non scrisse mai un libretto d'opera lirica, probabilmente per mantenere la sua originalità e la sua idea di musica nel cantuccio personale, pur rimanendo in forti rapporti di amicizia e collaborazione con i maggiori librettisti e compositori: Giacomo Puccini, Giuseppe Verdi, Gaetano Braga, Pietro Mascagni. Oltre ad essere uno dei migliori maestri di canto dell'epoca, come testimonia Verdi in una lettera, Tosti seppe farsi, alla pari dell'amico D'Annunzio, molta pubblicità nel panorama culturale italiano e internazionale, soprattutto durante il periodo londinese, collaborando con la filiale estera di Casa Ricordi.

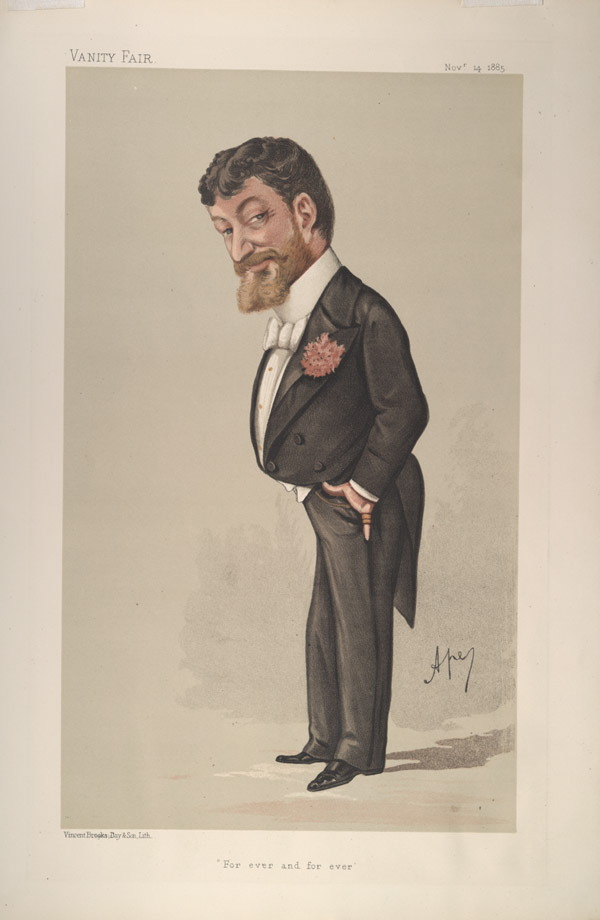
Caricatura di Tosti, 1885

Tra il 1875 e il 1879 frequentò assiduamente il "conventino" di Francavilla al Mare, ossia il cenacolo culturale voluto dall'amico pittore Francesco Paolo Michetti presso l'ex convento di Sant'Antonio, con altri intellettuali abruzzesi quali lo stesso D'Annunzio (anche se vi entrò più tardi), Basilio Cascella, Costantino Barbella, Edoardo Scarfoglio, Antonio De Nino.
In questo periodo il Tosti ebbe un amore con la nobile  Maria Vernowska, cui insegnava canto a Londra, che avrebbe portato, come "romanzeggia" la pellicola cinematografica Torna caro ideal (1939) in Abruzzo, nel convento di Francavilla, facendole conoscere quel mondo primordiale e sincero tanto caro alle prime prose dannunziane, e ai quadri michettiani, come il pellegrinaggio al santuario dei Miracoli di Casalbordino.
A questo periodo risalirebbe la composizione della sua romanza forse più famosa: Ideale.
Presso la Royal Academy di Londra, il Tosti impartì lezioni ai rampolli della real casa, quali i figli di Vittoria, tranne Edoardo VII, impartendo lezioni di canto anche ai rampolli delle reali casate di Spagna, Norvegia, Svezia e Romania, e anche ad Alessandra, moglie dello zar Nicola II. Il catalogo delle opere di Tosti, conservato nel Museo Musicale d'Abruzzo a Ortona (CH), contiene composizioni per canto e pianoforte, differenziate in romanze, songs, chansons, mélodies, canzoni italiane e canzoni dialettali.

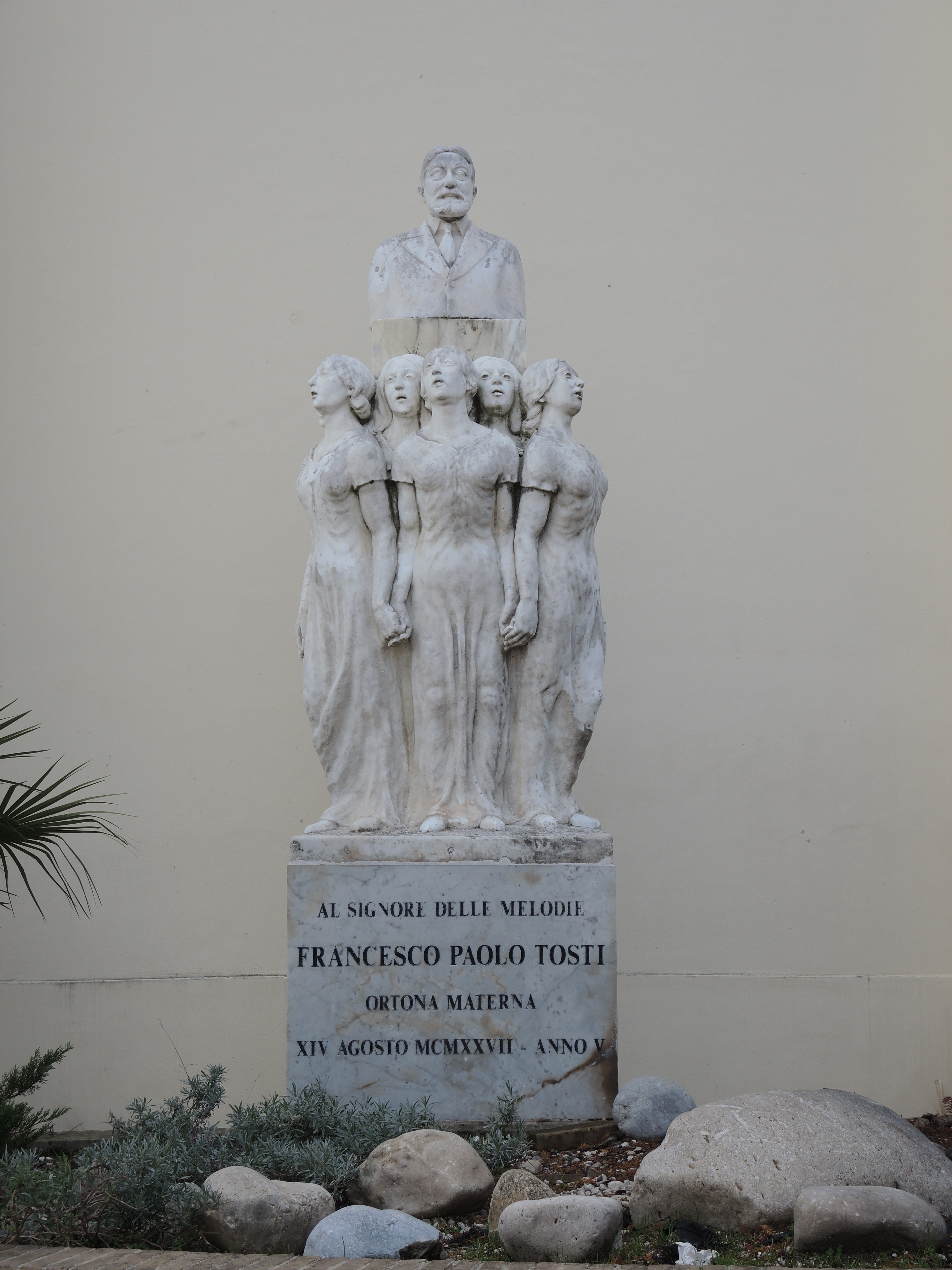
Monumento a Francesco Paolo Tosti, opera dell'ortonese Giuseppe Massari, in piazza del Teatro, Ortona (CH)

Tosti per le sue romanze, spesso e volentieri scelse le composizioni in versi scritte dall'amico D'Annunzio, come a Vucchella in dialetto napoletano, ma anche di Enrico Panzacchi, Rocco Pagliara, Giosue Carducci, Antonio Fogazzaro, e all'estero di Victor Hugo, Alfred De Musset, Paul Verlaine, riuscendo a distinguersi dagli altri compositori di romanze per uno stile personale, spensierato, ma allo stesso tempo velato dalla malinconia, caratterizzate da raffinatezza e dall'intonazione patetica e sentimentale; adottò ad esempio l'innovazione tecnica dell'accompagnamento ternario su canti di ritmo binario.

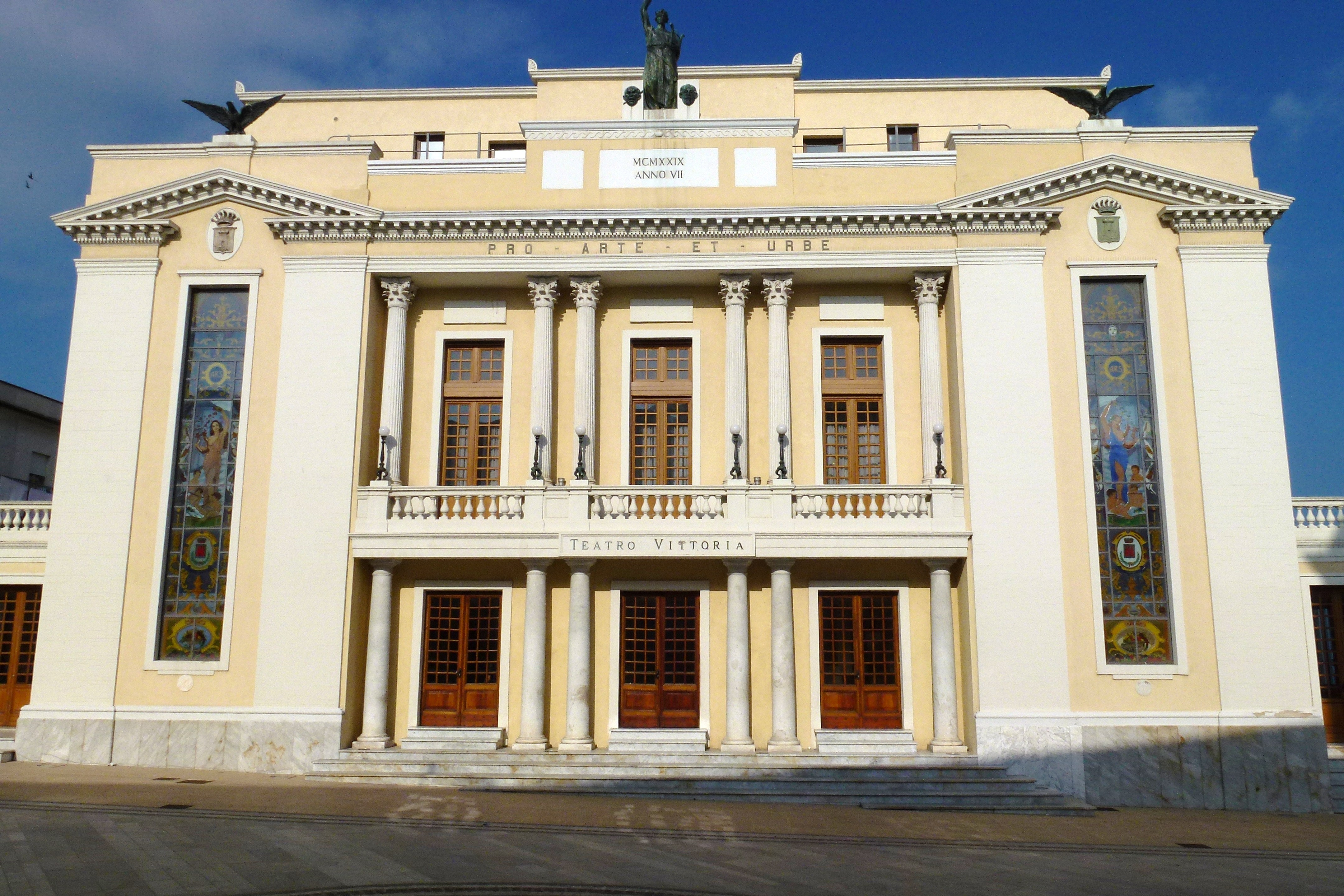
Il Teatro Vittoria di Ortona, reintitolato a Francesco Paolo Tosti

In un certo senso il Tosti fu anche anticipatore della Maggiolata ortonese, un festival di musica che fu avviato nel 1929 da un gruppo di compositore e musicisti locali, quali Guido Albanese e Luigi Dommarco. Il suo gruppo di Canzoni popolari abruzzesi (15 pezzi), di cui si ricorda la "Viuletta" del 1888, scritta da Tommaso Bruni, riprende motivi popolari già cristallizzati nel panorama musicale d'ambito rurale, come l'emigrazione, la guerra, il lavoro nei campi, l'amore fugace, la serenata, la natura loquens; qui però sono ancora ben rigidi i dettami della romanza, mentre per la Maggiorata ci sarà un'esplosione sincera degli strumenti musicali tipici abruzzesi, quali la fisarmonica, la trombetta, il tamburello, e si userà prettamente il dialetto locale.

## Composizioni (parziale)

### Romanze per Gabriele d'Annunzio (1880 - 1899)
- Visione!
- Buon Capodanno
- "Vuol note o banconote? "
- En Hamac
- Notte bianca
- Arcano!...
- Vorrei
- Per morire
- 'A vucchella
- Quattro canzoni d'Amaranta
- L'alba separa dalla luce l'ombra
- O falce di luna calante

### Romanze abruzzesi (1897)
- Augurio

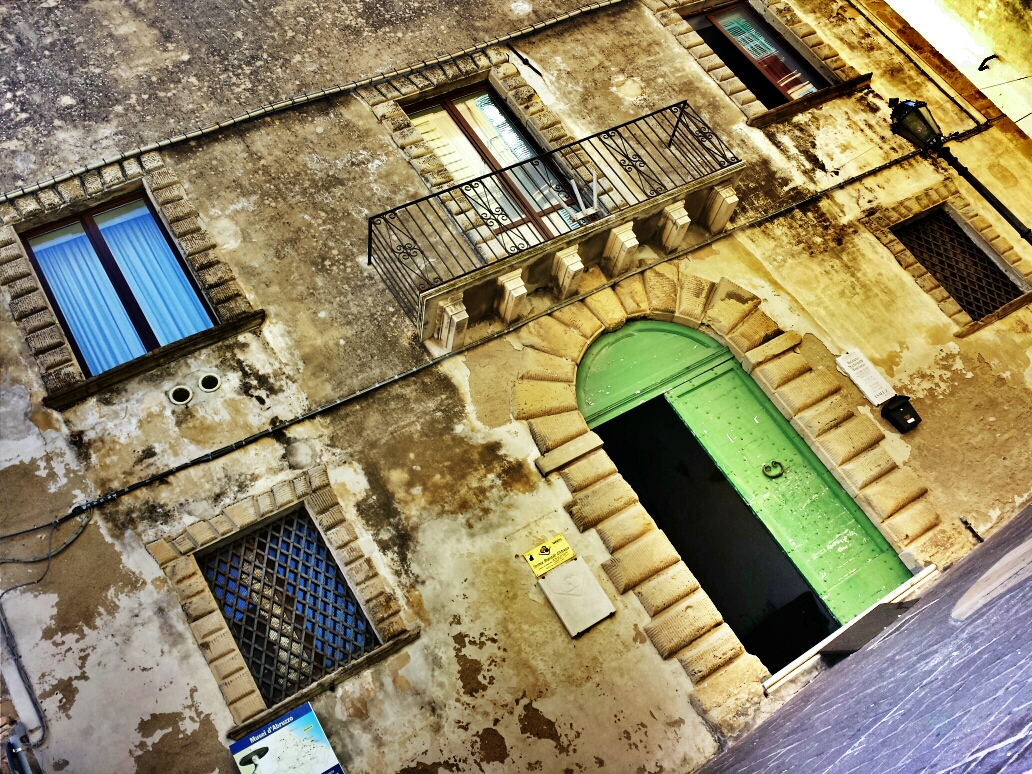
Palazzo Corvo di Ortona: il Museo musicale del Tosti

- Canti popolari abruzzesi (15 pezzi)
- Senza di te!
- Povera Maria
- Chitarrata abruzzese

## Monumenti di Ortona per Tosti

### Palazzo Corvo: Museo musicale d'Abruzzo - Archivio di F. P. Tosti

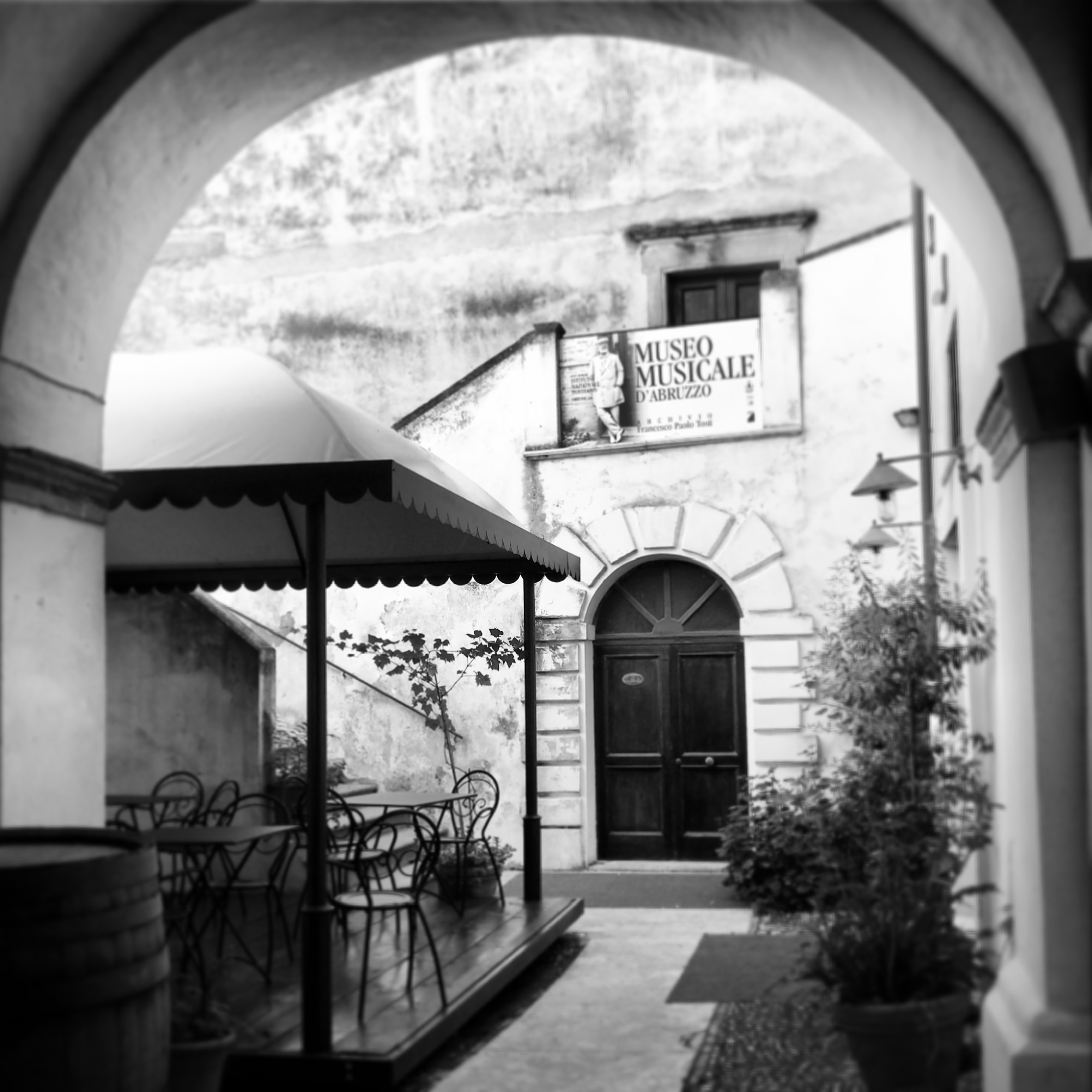
Ingresso all'atrio del Museo musicale d'Abruzzo e Istituto nazionale Tostiano, Ortona

Il palazzo Corvo è una dimora storica del rione Terravecchia, sul corso Matteotti (risale al XVII secolo), e sopravvisse ai bombardamenti del 1943. Fu costruito nel XVI secolo come convento (oggi ex convento di Sant'Agostino), e ospitò la ricca famiglia Corvo quando questo fu soppresso nell'Ottocento.
Semplice struttura corposa in bugnato con cortile interno; oggi è sede dell'Istituto Nazionale Tostiano, dal 1994, dal 1997 ospita anche la biblioteca e l'Archivio musicale "Guido Albanese" (altro famoso e importante compositore ortonese, parente del Tosti) che si occupa di far conoscere la tradizione musicale abruzzese, soprattutto documentazione sul festival ortonese della Maggiolata nell'archivio Albanese, e conserva manoscritti originali del compositore. Una sala dedicata a Tosti è stata ricostruita ispirandosi alla sua dimora a Londra, con arredi originali.

### Teatro "Francesco Paolo Tosti" e monumento dello scultore ortonese Giuseppe Massari
Il teatro "Vittoria" oggi dedicato al compositore, fu costruito nel 1929 in forma neoclassica e Liberty, con decorazioni sulla facciata di stampo greco-classico; prima che morisse, il Tosti aveva desiderato l'istituzione a Ortona di un teatro civico vero e proprio, ospitato in locali di fortuna, quali l'ex convento di San Francesco. Il teatro d'opera, proprietà privata di orsognesi dopo la guerra, fu dato al comune di Ortona solo negli anni novanta, quando si restaurò e fu dedicato a Tosti. Oggi è il teatro principale della città.
A Francesco Paolo Tosti è dedicata anche una statua del 1926, opera dello scultore ortonese Giuseppe Massari, un gruppo che rappresenta il compositore attorniato dalle sue "muse", le contadine abruzzesi. L'opera dapprima fu posta in Largo  Farnese, poi affacciata sulla Passeggiata Orientale, e infine è stata collocata a fianco della chiesa di Santa Caterina, nel piazzale del teatro.
La casa natale del Tosti oggi non esiste più, era collocata alla fine del corso Vittorio Emanuele, in affaccio su piazza Municipio. Dalle immagini storiche appariva molto modesta, a un solo piano. Fu distrutta durante gli anni '60 realizzare il palazzo dei grandi magazzini.